# 藝術與科技教育中心
藝術與科技教育中心（英語：The Arts & Technology Education Centre），簡稱ATEC，位於香港九龍樂富聯合道145號（老虎岩官立小學舊址）。

## 簡介
於1986年由教育署創辦，當時名為「實用教育中心」，並於2004年易名為「藝術與科技教育中心」，現為香港教育局管理。
一些中學生所就讀的原校沒有開辦藝術、設計、應用學科等科目，又或者無法提供有關工場或有關設備予學生使用，因此中心會提供相關設備、並開辦下列課程供學生選修讀：
- 視覺藝術
- 設計與科技/設計與應用科技
- 科技與生活
- 音樂
- 應用學習

與一般學校不同，中心的學生均來自不同的學校。

## STEM教育中心
中心於2017年設立教育局STEM教育中心（STEM Education Centre）為中小學提供香港STEAM教育支援，提供「創客空間」、教師專業發展課程及學生學習活動。

## 鄰近

### 學校
- 香港兆基創意書院
- 民生書院
- 嘉諾撒聖家書院
- 華德學校

### 公共交通
- 港鐵樂富站B出口

### 購物商場
- 樂富廣場

## 另見條目
- 香港STEAM教育
- 香港教育城
- 香港資訊科技教育

## 外部連結
- 藝術與科技教育中心官方網站 （页面存档备份，存于）
- 教育局STEM教育中心官方網站 （页面存档备份，存于）